# Dimos South Kynouria
Dimos South Kynouria (South Kynouria) är en kommun i Grekland.   Den ligger i prefekturen Arkadien och regionen Peloponnesos, i den södra delen av landet, 120 km sydväst om huvudstaden Aten. Antalet invånare är 7 633. Arean är 583 kvadratkilometer.
Terrängen i Dimos South Kynouria är bergig åt sydväst, men åt nordost är den kuperad.